# ノーザンファーム天栄
ノーザンファーム天栄（ノーザンファームてんえい）は、福島県岩瀬郡天栄村に所在するノーザンファーム傘下のトレーニングセンター（外厩）である。

## 概要
滋賀県甲賀市のノーザンファームしがらきと並ぶ本州におけるノーザンファームの拠点である。美浦トレーニングセンター、栗東トレーニングセンターに勝るとも劣らない設備を持ち、「第二のトレセン」「最強の外厩」とも称される。レース直前まで外厩での調整を続け、JRAの規定ギリギリであるレース1週前にトレーニングセンターに入厩する「10日競馬」と呼ばれる調整法も多用されている。
美浦トレーニングセンターからは自家用車で約2時間半、馬運車で3時間半から4時間ほどの距離にある。北海道からも、輸送熱が出づらい時間内に到着可能であり、利便性が高い立地条件を誇る。敷地全体が盆地のような地形で、坂路の向こう側には那須連峰が望める。厩舎内は馬が寂しがらないように、縦に貫く通路を挟んで馬房が並び、互いに顔が見える構造になっている。スロープを上った場所にある事務所からは、敷地全体を見渡すことができる。
主に美浦所属のノーザンファーム関係馬が利用するが、友道康夫厩舎など栗東所属でありながら外厩先としてノーザンファーム天栄を利用する例もある。
人材育成に力を入れており、2017年現在では総勢100人のスタッフが所属している。

## 歴史
前身は早田牧場を母体としていたシルクホースクラブの育成牧場「天栄ホースパーク」である。2002年に早田牧場が経営破綻すると、次第に同クラブとノーザンファームの結びつきが深まり、2011年に完全提携へと至った。同時に「天栄ホースパーク」も同ファームへ売却され、「ノーザンファーム天栄」へと名称が変更された。
2017年には坂路コースがリニューアルされ、高低差が従来の約28 mから約36 mに高められた。
2018年にはノーザンファーム天栄の利用馬が次々と大レースを制し、ノーザンファームの躍進を支えた。中でも、シンザン記念からの直行で桜花賞を制したアーモンドアイや、ラジオNIKKEI賞からの休み明けで菊花賞を制したフィエールマンなど、異例のローテーションでの活躍馬が目立ち、従来の常識を覆すほどの高度な調整力を証明した。

## 場長
- 木實谷雄太 (2015年〜)

## 設備
- 厩舎 15棟（286馬房）[3]
- 屋外 900坂路コース
- 屋外 1200 m 周回コース
- 角馬場2面
- 屋根付きウォーキングマシーン・トレッドミル[3]